# Volkswagen Sharan
Volkswagen Sharan — це 5-7 містні автомобілі класу мінівен, що виробляються компанією Volkswagen з 1995 року.

## Перше покоління (WGR) (1995-2010)

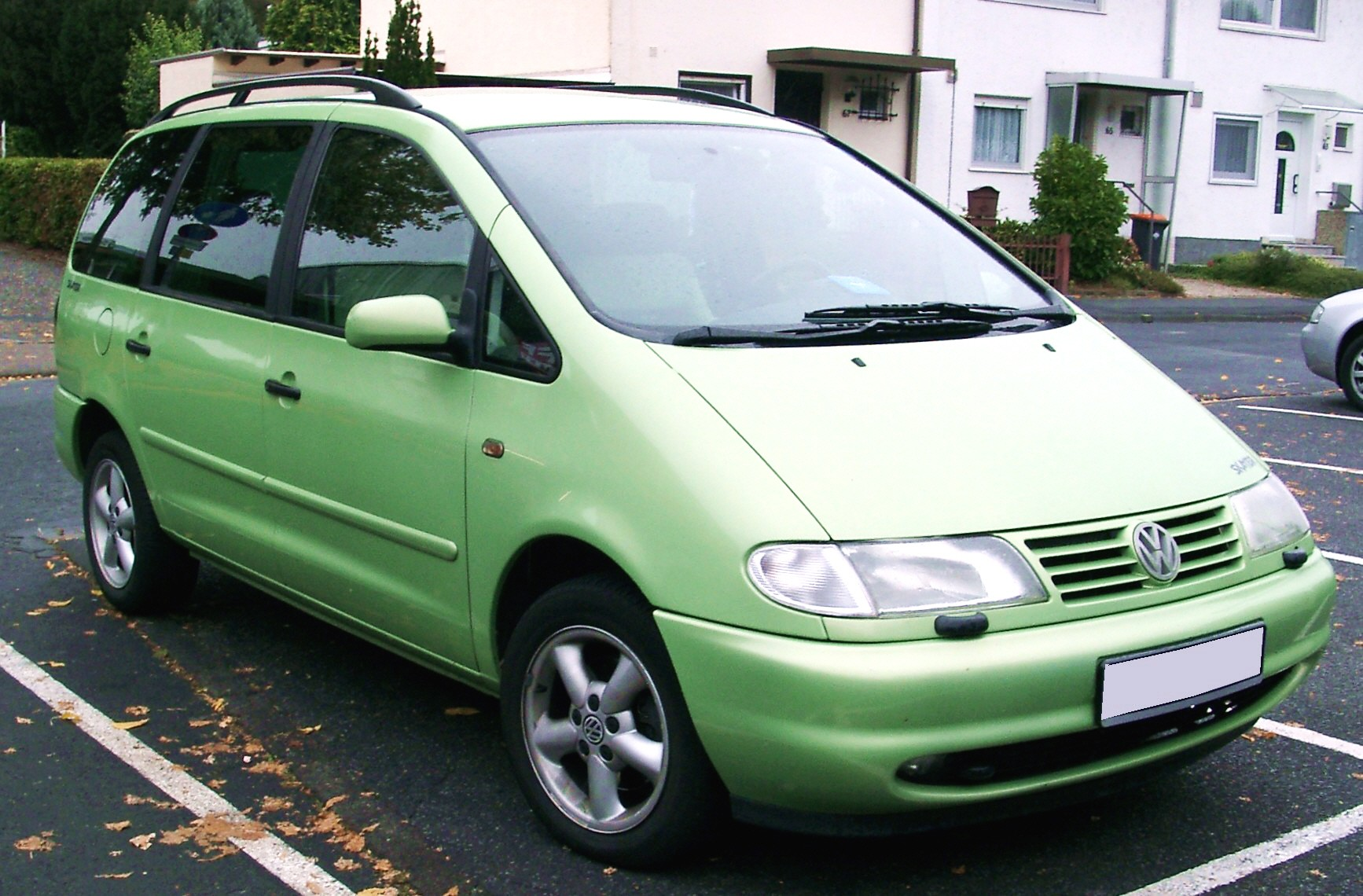
Volkswagen Sharan (1995-2000)

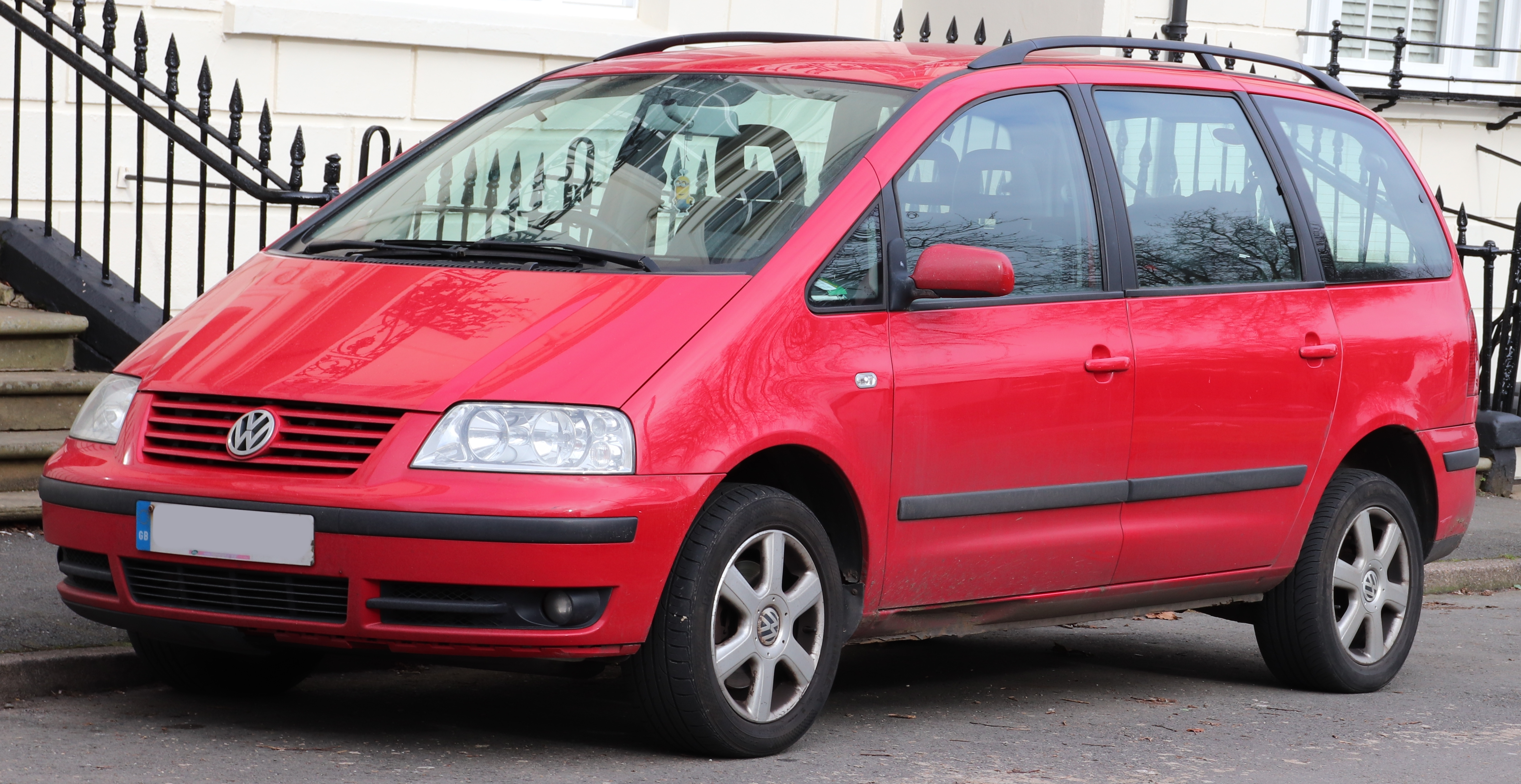
Volkswagen Sharan (2000-2004)

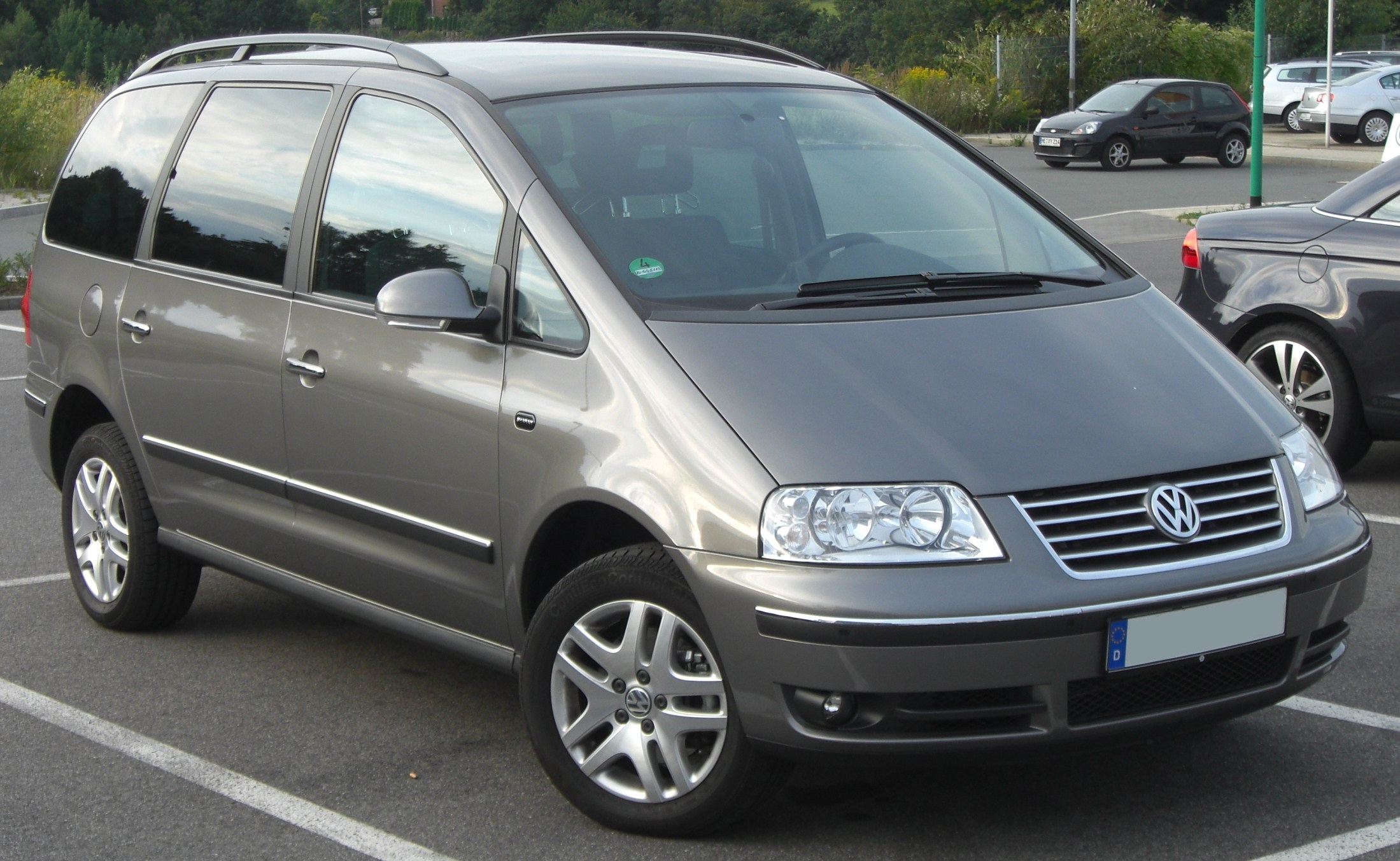
Volkswagen Sharan (2004-2010)

Назва моделі Sharan походить від перського «sharan», що означає «той, що несе королів» («Gurkar of Kings»).
Спільний венчурний проєкт Volkswagen Sharan/Ford Galaxy був запущений в 1991 році.
Обидва автовиробника планували зайняти сегмент мінівенів (multi-purpose vehicle) в Європі. У 1994 році плани цього проєкту Volkswagen Group і Ford of Europe були розкриті і на початку 1995 року почалося виробництво на заводі Autoeuropa в Палмела, Португалія. 
У 1996 році Volkswagen справив бедж-інжиніринг своєї версії і продавав її під назвою SEAT Alhambra разом з Sharan'ом. Кожна з трьох моделей мінівенів мала свої ледь помітні особливості зовнішнього вигляду, а Ford Galaxy ще й у дизайні інтер'єру.
Sharan першого покоління продавався в Європі, Південній Африці та деяких країнах Латинської Америки і Азіатсько-Тихоокеанського регіону. У Мексиці він був доступний з двигуном 1.8L Turbo 4 cil потужністю 150 к.с. з 5-ступінчастою коробкою передач Tiptronic, тільки у версії Comfortline, тоді як в Аргентині він доступний з двигуном 1.8L Turbo 4 cil і 1.9L TDI 4 cil потужністю 115 к.с. з 5-ступінчастою механічною і 5-ступінчастою автоматичною коробкою передач Tiptronic, тільки у версії Trendline.
Sharan першого покоління не продавався в Сполучених Штатах і Канаді, спочатку відповідно до угоди між Ford і Volkswagen, щоб уникнути суперництва з мінівеном Aerostar. Volkswagen не зважився вивести Sharan на північноамериканський ринок, призупинив розробку концепту Volkswagen Microbus і натомість вивів на ринок редизайн мінівенів Chrysler - Routan.

### Двигуни
Бензинові:
- 1.8L Turbo DOHC I4 110 кВт (150 к.с.)
- 2.0L I4 85 кВт (114 к.с.)
- 2.8L VR6 128 кВт (174 к.с.)
- 2.8L DOHC VR6 150 кВт (204 к.с.) 24V

Дизельні:
- 1.9L I4 66 кВт (89 к.с.) TDI
- 1.9L I4 81 кВт (109 к.с.) TDI
- 1.9L I4 85 кВт (114 к.с.) TDI
- 1.9L I4 96 кВт (129 к.с.) TDI
- 1.9L I4 110 кВт (148 к.с.) TDI
- 2.0L I4 103 кВт (138 к.с.) TDI

## Друге покоління (2010-2023)

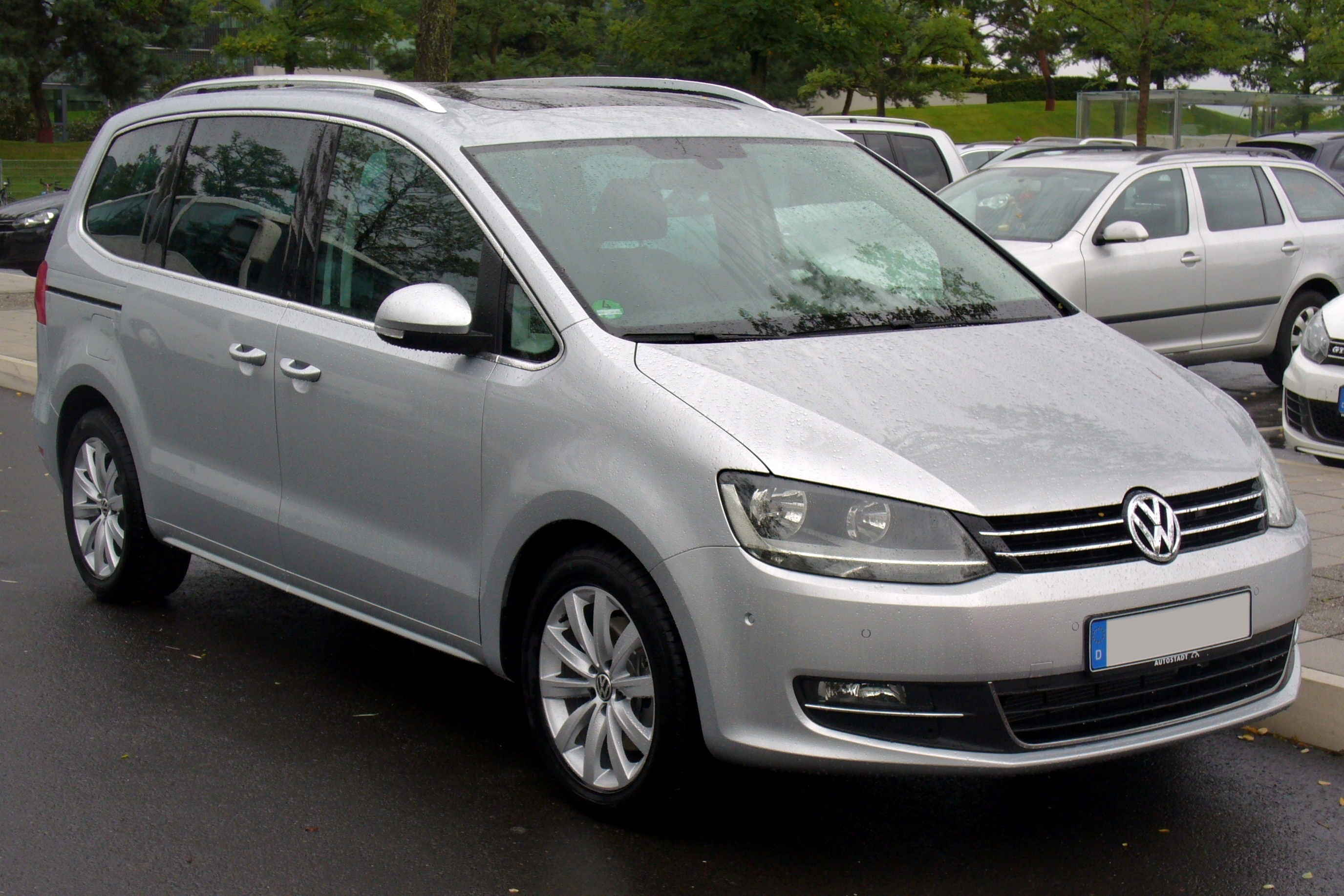
Volkswagen Sharan II (з 2010)

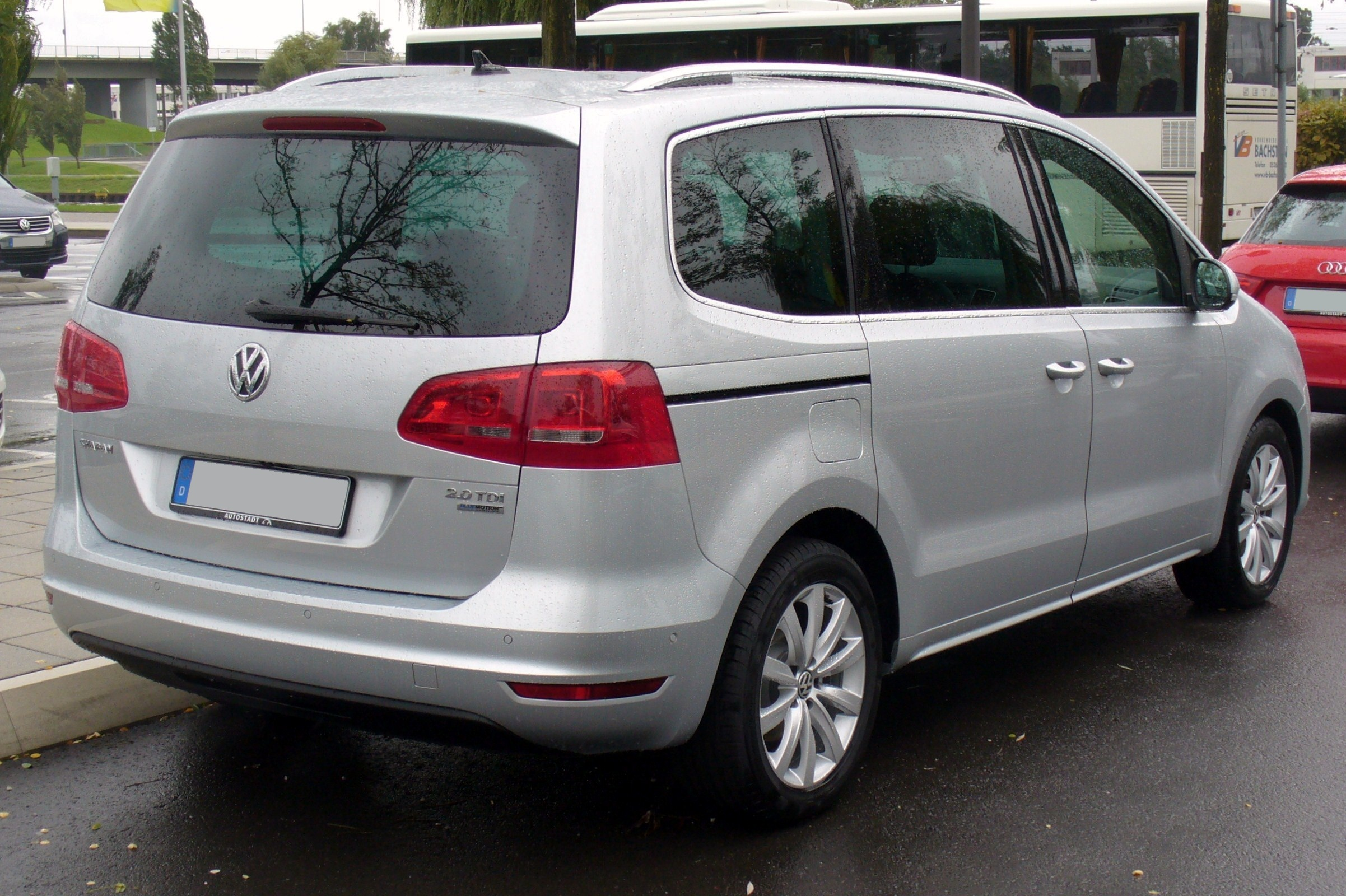
Volkswagen Sharan II (з 2010)

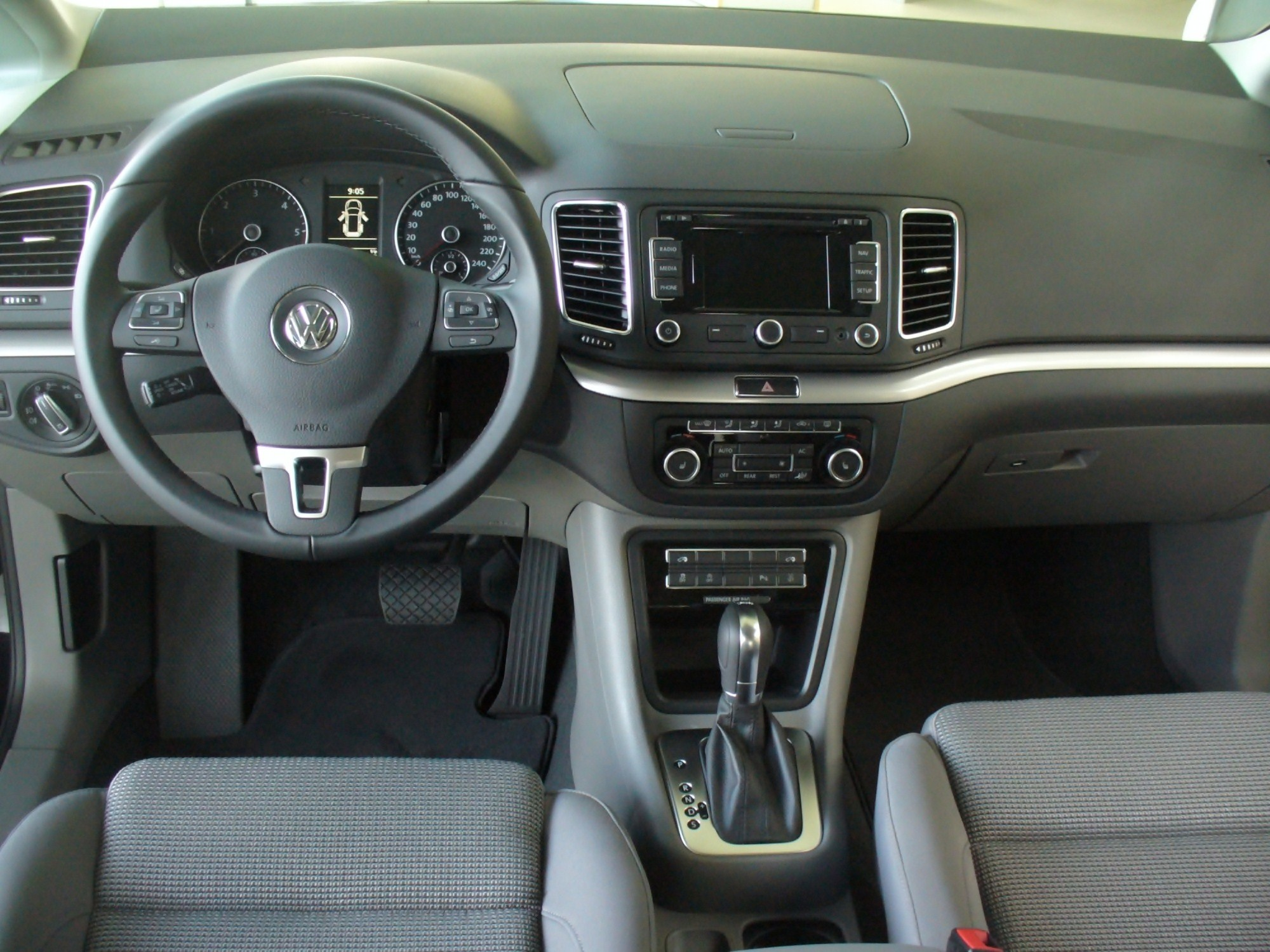
Volkswagen Sharan II (з 2010)

Друге покоління Volkswagen Sharan було представлено в березні 2010 року на міжнародному автосалоні в Женеві. Новий мінівен побудований на загальній платформі із седаном Passat. Автомобіль виконаний в стилістиці всього сучасного модельного ряду марки і оснащується зсувними задніми бічними дверима.
Sharan Mk2 отримав нову гамму силових агрегатів: бензинові мотори серії TSI з безпосереднім уприскуванням і турбонаддувом розвивають максимальну потужність від 150 до 200 к.с., дизельні двигуни з системою живлення типу Common Rail і наддувом - від 140 до 170 к.с. Пропонуються механічна і роботизована (DSG, з двома зчепленнями) коробки передач.
Volkswagen Sharan Mk2 може бути п'ятимісним (два ряди сидінь), 6-місним (три ряди, посадочна формула «2+2+2») або 7-місним (три ряди крісел, посадочна формула «2+3+2»). В останньому випадку для полегшення доступу на третій ряд сидінь служить система автоматичного складання крісел другого ряду EasyFold .
Кожна модель і версія мінівену Sharan постачається з пристойним переліком базового обладнання. Так, навіть у початковій версії передбачено: наявність передніх вікон та бічних дзеркал з електроприводом, гідропідсилювача керма, системи дистанційного закривання дверей, кондиціонування повітря, сенсорів паркування та литих дисків коліс. У базу всіх моделей входить і сучасна інформаційно-розважальна система з сенсорним екраном від Volkswagen. Моделі Sport оснащені: клімат-контролем, поліфункціональним CD та задніми вікнами з електроприводом. 
Оновлену версію Volkswagen Sharan II було представлено в 2015 році. Мінівен отримав дещо переглянутий дизайн кузову, однак повністю змінений асортимент двигунів.

### Двигуни
Бензинові:
- R4 1.4 TSI 150 к.с.
- R4 2.0 TSI 200 к.с.
- R4 2.0 TSI 220 к.с.

Дизельні:
- R4 1.6 TDI 115 к.с.
- R4 2.0 TDI 140 к.с.
- R4 2.0 TDI 150 к.с.
- R4 2.0 TDI 177 к.с.
- R4 2.0 TDI 184 к.с.